# Németság

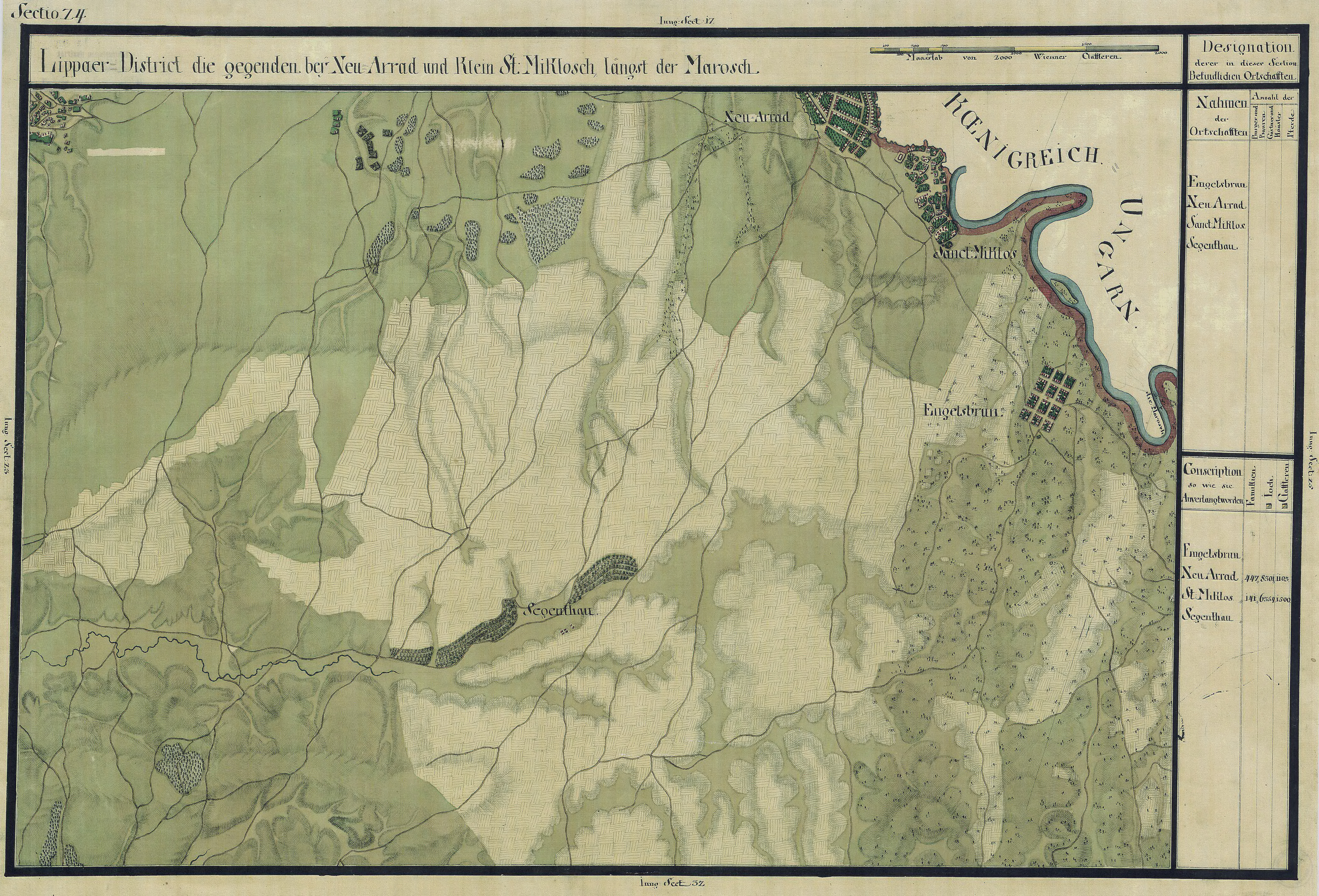
Németság egy régi térképen

Németság (Sagu) település Romániában, Bánátban, Arad megyében.

## Fekvése
A Temesvárt Araddal összekötő DN 69-es út mellett fekvő település.

## Története
Németság nevét már az 1332–37. évi pápai tizedjegyzék is említette Mezeság, Mezeuság néven. A falu már ekkor templomos hely volt, melynek papja a pápai tizedjegyzék szerint 1333-ban 13 báni, 1335-ben pedig 3 báni pápai tizedet fizetett. Nevét 1489-ben Sagh, az 1561 évi adólajstromban pedig Saagh, 1808-ban Ság vel Ságh, Segenthau vel Dreispitz néven írták. 1489-ben Ethele István, 1510-ben Ravazdi Péter, 1561-ben Kassai János volt a falu birtokosa. 1723–1725-ben a gróf Mercy-féle térképen Saag néven, lakott helységként található, az 1761. évi térképen azonban már csak puszta. 1770–1771-ben Carl Samuel Neumann lippai sótári tiszt, a telepítési bizottság egyik tagja, németeket telepített ide, ekkor kapta a német Segenthau és Dreispitz neveket is. Az új település 77 házból állt. 1781-ben Atzél István és Vörös Ignácz vásárolták meg a kincstártól.
1838-ban Borosjenei Atzél Antal birtoka volt, majd 1904-ig báró Atzél Lajos, a 20. század elején pedig gróf Szápáry Istvánné, báró Atzél Konstanzia birtoka volt. A faluban lévő kastélyt báró Atzél Antal és Lajos építtették, de utolsó tulajdonosa 1906-ban átalakíttatta és megnagyobbíttatta, és a községen kívül szép, kényelmes tisztilakot is építtetett.
1871-ben adták át az Osztrák–Magyar Államvasút-Társaság temesvári és a Tiszavidéki Vasút aradi pályaudvara közötti vasútvonalat, amelynek hat vasútállomásából az egyik Németságon volt.
1910-ben 2025 lakosából 1881 német, 86 magyar, 53 román volt. Ebből 1950 római katolikus, 47 görögkeleti ortodox volt.
A trianoni békeszerződés előtt Temes vármegye Újaradi járásához tartozott. A községhez tartozott Németságipuszta is, és a falu határában; a szőlőhegyek környékén feküdt a középkorban Liki falu is.

### Liki
Liki 1465–1512 között a Muthnokiaké és a Mezőgyániaké volt. 1473–1520 között a Dócziak, 1483–1519 között a Dienessiek birtoka, 1520-ban pedig a Haraszthyaknak is voltak itt részbirtokaik.

## Híres emberek
- Itt született 1920-ban Mathias Bernath történész, egyetemi tanár.[4]